# Yauya (distrito)
Yauya é um distrito peruano localizado na Província de Carlos Fermín Fitzcarrald, departamento Ancash. Sua capital é a cidade de Yauya.

## Transporte
O distrito de Yauya não é servido pelo sistema de estradas terrestres do Peru.